# ドギーマンハヤシ
ドギーマンハヤシ株式会社（Doggyman H.A.Co.,Ltd.）は、大阪府大阪市東成区深江南に本社を置く、ペットフードを中心とするペット用品の製造販売をおこなう企業である。企業キャッチフレーズは「ペットライフのよきパートナー」。

## 会社概要
ペットフードを中心に、首輪・脱臭剤などの愛玩動物を目的とした製品の開発・製造・販売をおこなう。特にプレミアムフード系の製品を中心に拡充していることで知られる。
犬用のペット用品では社名にもなっている「ドギーマン (Doggyman)」という商標を用いる一方、猫向けの用品では「キャティーマン (Cattyman)」の商標となる。
社名は創業者で現会長の林明雄の名に因むもの。英文社名にあるH.Aは林の姓と名をそれぞれ表しているが、企業の英文社名においては珍しいケースでもある。

## 沿革
- 1963年（昭和38年） - 林製作所を創業[3]。
- 1970年（昭和45年） - 株式会社林製作所を設立。
- 1985年（昭和60年） - ハヤシ株式会社に商号変更。
- 1997年（平成9年） - ドギーマンハヤシ株式会社に商号変更。
- 1999年（平成11年） - 現住所に本社ビルを移転。
- 2011年（平成23年） - 泉佐野市に関西ロジスティクスセンターを開設。

## 事業所

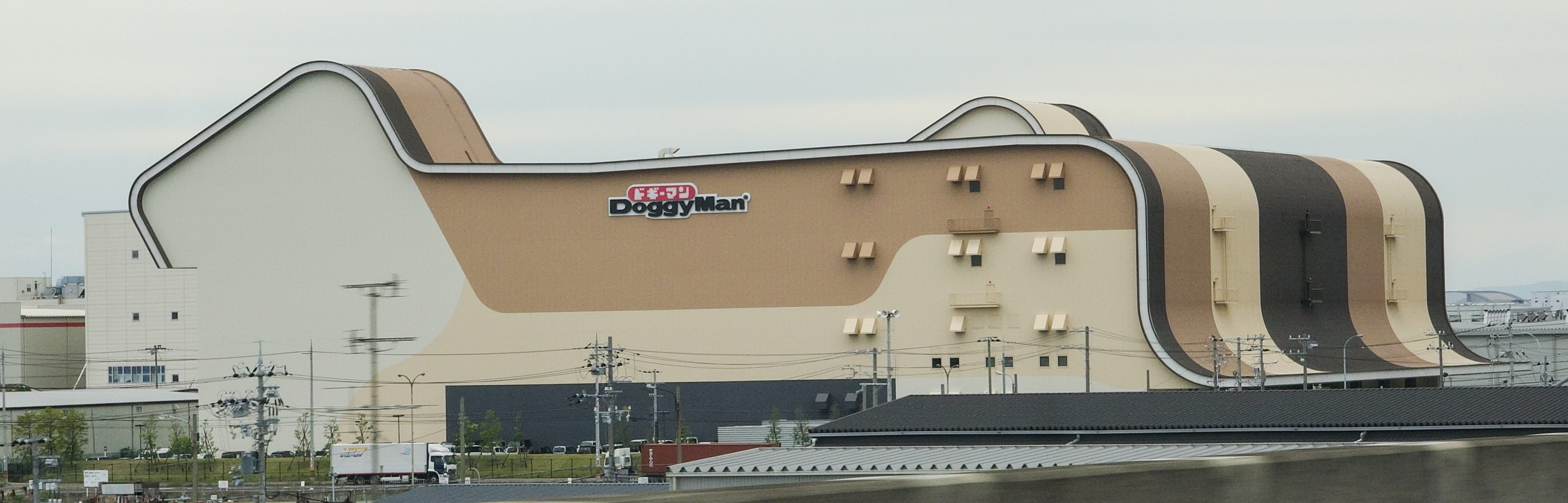
関西ロジスティクスセンター

本社大阪府大阪市東成区深江南1-16-14。Osaka Metro千日前線「新深江駅」前（同駅3号出口すぐ）。
東京営業本部東京都大田区南雪谷1-2-7。かつては東京都足立区六木1-2-10に所在していた
関西ロジスティクスセンター地上5階建ての物流倉庫。ダックスフントを模した外見。大阪府泉佐野市住吉町31-11。
札幌営業所北海道札幌市中央区北9条西23-1-3
仙台営業所宮城県仙台市若林区六丁の目西町8-1斎喜センタービル806号
名古屋営業所愛知県名古屋市千種区今池3-12-20 KAビル4F
中四国営業所広島県広島市中区大手町3-8-5エイトバレー大手町101
九州営業所福岡県福岡市博多区空港前3-26-26

## スポンサー番組

### 現在
- 徹子の部屋（テレビ朝日系列・水曜→月曜→金曜）
- 池上彰のニュースそうだったのか!!（テレビ朝日系列・2022年4月 - ）
- ラヴィット!（TBS系列・月曜2部ナショナルセールス枠、2022年4月 - ）
- いぬじかん（BS-TBS）
- ネコいぬワイドショー（BS朝日）

福井県などTBS・テレビ朝日系列のない地区にも別番組のローカルセールスゾーンに提供するケースもある。

### 過去
日本テレビ系列
- 追跡
- ダウンタウンDX（よみうりテレビ制作・1993年から1994年頃まで）
- 木曜ゴールデンドラマ（よみうりテレビ制作）
- ドラマシティ（よみうりテレビ制作）

TBS系列
- ビッグモーニング（1992年1月からの隔日）
- たけし・所のドラキュラが狙ってる（毎日放送制作）
- ダウトをさがせ!（毎日放送制作）
- ここがヘンだよ日本人
- スーパーフライデー（一時『水曜プレミア』に移行するも後に復帰）
- 水曜プレミア
- 土曜19時枠（2006年4月から2009年3月）
  - ぴーかんバディ!
  - 人間!これでいいのだ
  - ドッカ〜ン!
  - ヤレデキ!世界大挑戦
  - ウンナン極限ネタバトル! ザ・イロモネア 笑わせたら100万円（土曜18:55-19:56放送時代）
- 総力報道!THE NEWS（2009年4月6日‐2010年3月23日の各火曜日19時台前半枠）
  - ※2009年12月29日放送予定分は「お笑いDinamaite!!2009」の番組内に、2010年3月30日放送予定分は「ザ･プロ野球」の番組内にてそれぞれ振替提供。
  - ※2010年3月26日の番組終了に伴い提供も終了。
- 関口宏の東京フレンドパークII（第2次月曜19:00時代 2010年4月から2011年3月）
  - ※2011年3月28日の番組終了まで、後番組も継続。
- 世紀のワイドショー!ザ・今夜はヒストリー→水曜特番（2011年4月 - 2012年9月）
- 日曜ゴールデンで何やってんだテレビ（2012年10月から2013年3月）
- 火曜曲!（2013年4月 - 9月）
- 内村とザワつく夜（火曜21:00時代 2013年10月 - 2014年9月）
- マツコの知らない世界(火曜21:00時代 2014年10月 - 2015年9月)
- 所さんのニッポンの出番!（火曜19：00時代 2015年10月 - 2016年9月）
- アイ・アム・冒険少年（TBS系列、2021年10月 - 2024年3月）
- 火曜19時枠
  - この差って何ですか?
  - オトラクション

テレビ朝日系列
- スーパーモーニング
- 世界とんでも!?ヒストリー
- ドスペ!
- 大胆MAP（2009年3月まで）
- サタスペ!（2009年9月まで）
- 全米オープン（2010年）
- 天才をつくる!ガリレオ脳研（2009年11月から2011年8月まで）
- いきなり!黄金伝説。（2011年10月から2012年9月まで）
- ナニコレ珍百景（2012年10月から2013年3月まで）
- 木曜ミステリー（テレビ朝日系列 2013年4月から2016年9月まで）
- 日本人の3割しか知らないこと くりぃむしちゅーのハナタカ!優越館（テレビ朝日系列 2016年10月から）
- 日曜プライム（テレビ朝日系列・2018年10月から2022年3月まで）

フジテレビ系列
- 三枝の愛ラブ!爆笑クリニック（関西テレビ制作、後半複数社の一社）

## 出来事

### 下請法違反事件
2010年11月29日、公正取引委員会より下請法違反（下請け代金の減額の禁止）で勧告を受けた。2008年6月〜2009年7月の間、下請け業者12社に「販売協力金」「早期決済手数料」などの名目で、約3137万円（下請け契約締結時の代金から1〜3％）を減額して支払っていた。

## 関連人物
- 奥土居美可 - CMのサウンドロゴを担当